# Likou
Likou (kinesiska: 历口镇, pinyin: Lìkǒu Zhèn) är en köping i Qimen härad i staden Huangshan i provinsen Anhui i östra Kina. Orten ligger omkring 220 kilometer söder om provinshuvudstaden Hefei, och omkring 40 kilometer sydväst om Huangshans stadskärna.

### Geografi
Likou ligger i ett kuperat landskap vid gränsen till bergsområdet Huangshan, vilket påverkar både klimat och ekosystem. Köpingens höjd över havet är cirka 123 meter. Flera mindre floder rinner genom området, vilket gynnar jordbruk och teodling – en viktig del av den lokala ekonomin.

### Befolkning
Enligt folkräkningen 2010 har Likou en befolkning på 11 088. Befolkningen består av 5 674 kvinnor och 5 414 män. Barn under 15 år utgör 17,0 %, vuxna 15-64 år 70 %, och äldre över 65 år 12,0 %.